# Summit Station
Summit Station és una concentració de població designada pel cens dels Estats Units a l'estat de Pennsilvània. Segons el cens del 2000 tenia 208 habitants.

## Demografia
Segons el cens del 2000, Summit Station tenia 208 habitants, 85 habitatges, i 60 famílies. La densitat de població era de 74,4 habitants per quilòmetre quadrat.
Dels 85 habitatges en un 16,5% hi vivien nens de menys de 18 anys, en un 60% hi vivien parelles casades, en un 8,2% dones solteres, i en un 29,4% no eren unitats familiars. En el 22,4% dels habitatges hi vivien persones soles el 9,4% de les quals corresponia a persones de 65 anys o més que vivien soles. El nombre mitjà de persones vivint en cada habitatge era de 2,45 i el nombre mitjà de persones que vivien en cada família era de 2,9.
Per edats la població es repartia de la següent manera: un 16,8% tenia menys de 18 anys, un 9,6% entre 18 i 24, un 30,8% entre 25 i 44, un 28,4% de 45 a 60 i un 14,4% 65 anys o més.
L'edat mediana era de 40 anys. Per cada 100 dones de 18 o més anys hi havia 96,6 homes.
La renda mediana per habitatge era de 27.833 $ i la renda mediana per família de 52.639 $. Els homes tenien una renda mediana de 41.111 $ mentre que les dones 26.250 $. La renda per capita de la població era de 16.258 $. Cap de les famílies estaven per davall del llindar de pobresa.

## Poblacions més properes
El següent diagrama mostra les poblacions més properes.